# Chesapeake Bay Bridge
Chesapeake Bay Bridge är en bro över havsviken Chesapeake Bay i östra USA. Den ligger i delstaten Maryland, är 7,0 km lång och är en vägbro. Den består av två parallella brobanor med sammanlagt fem filer (varav en med variabel körriktning). Den första brobanan byggdes 1952 (med landsväg över). Den andra byggdes 1973 och gav då bron ytterligare tre filer. Bron i Maryland heter officiellt William Preston Lane Jr. Memorial Bay Bridge efter William Preston Lane som var guvernör då beslutet om att bygga bron fattades.